# Sandy Neilson

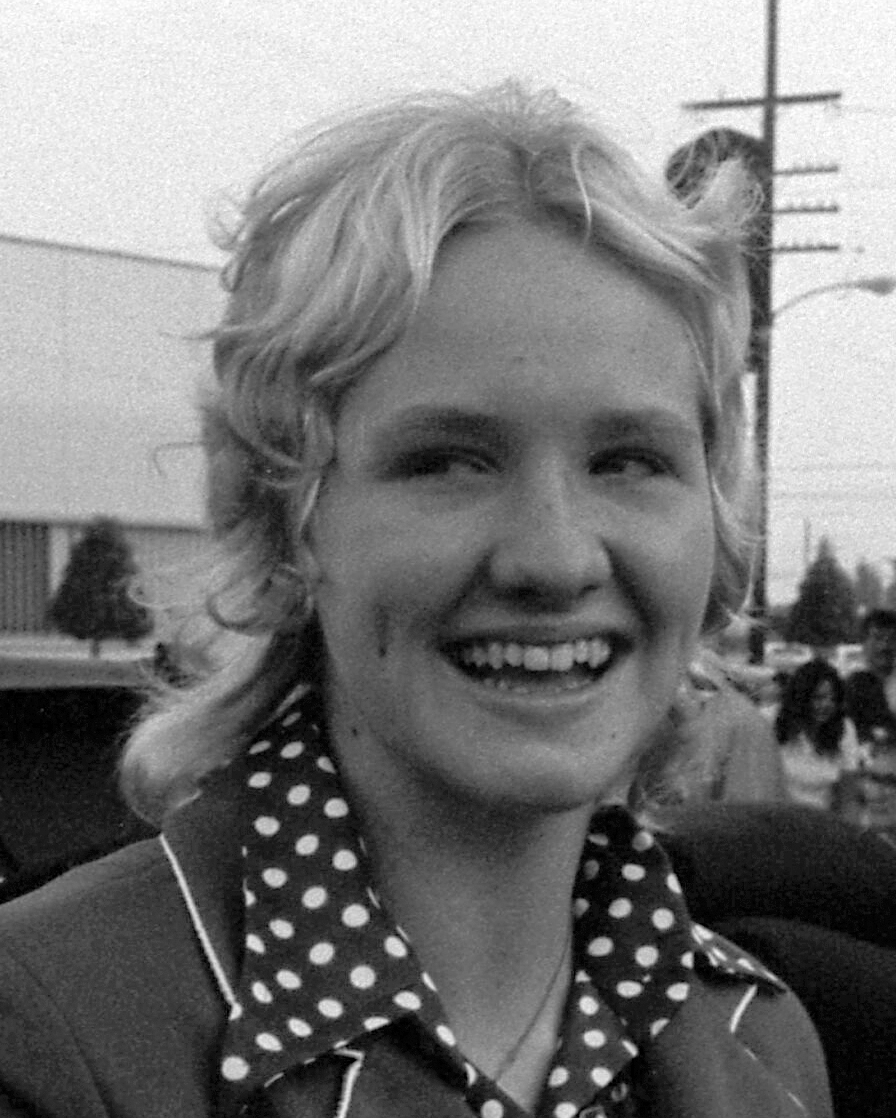
Sandy Neilson (1972)

Sandra „Sandy“ Lynn Neilson (* 20. März 1956 in Burbank) ist eine ehemalige US-amerikanische Schwimmerin.
Bei den Olympischen Sommerspielen 1972 in München wurde sie dreifache Olympiasiegerin. Sie gewann über 100 Meter Freistil und mit der 4-mal-100-Meter-Freistil- und der 4-mal-100-Meter-Lagenstaffel der USA. Im Jahr 1986 wurde sie in die Ruhmeshalle des internationalen Schwimmsports aufgenommen.